# Noite (filme)
Noite é um filme brasileiro de 1985, do gênero drama, dirigido por Gilberto Loureiro e com roteiro baseado em romance homônimo de 1954, escrito por Érico Veríssimo. Noite é uma obra um tanto atípica, diferente do que o escritor escrevera até então e posteriormente.
A adaptação cinematográfica não segue fielmente o livro que lhe deu origem, tomando algumas liberdades quanto à história principal, seja na criação de novos personagens, seja no desenvolvimento de tramas paralelas.
Diverge também o contexto histórico urbano, onde na trama original desenrola-se nos anos 50 enquanto que no filme é perceptível que se passa nos anos 80. 

## Sinopse
Nos anos 70, um homem desmemoriado vaga pelas ruas de Porto Alegre. Com o bolso cheio de dinheiro (que não se lembra de onde veio), envolve-se com duas "aves noturnas": o Mestre, de elegância rebuscada de ator e roupas de fino corte, e o Corcunda, um ser asqueroso e socialmente revoltado, que o levam para um passeio pelo lado "sujo" da noite, visitando um bar de beira de cais, um velório, um hospital, um puteiro de luxo e um cabaré de quinta categoria.
Durante o passeio, o o desmemoriado é interrogado sub-repticiamente pelas "aves noturnas" quanto à possibilidade de envolvimento num crime passional ocorrido horas antes na cidade, e do qual ainda não se conhece o autor.
No meio da trama, o delegado Chuab e seu assistente tentam "descobrir" o assassino, acabando por apontar um pobre-diabo para a imprensa como bode expiatório.

## Elenco principal
- Paulo César Peréio .... Corcunda
- Otávio Augusto .... delegado Carlos Chuab
- Nelson Dantas .... comendador
- Neville de Almeida .... O desconhecido
- Eduardo Tornaghi .... Mestre

## Principais prêmios e indicações
Festival de Gramado 1985 (Brasil)
- Venceu na categoria de melhor ator (Paulo César Pereio).
- Venceu na categoria de melhor ator coadjuvante (Otávio Augusto).
- Recebeu o Prêmio Especial do Júri.
- Indicado na categoria de melhor filme.